# 3663 Tisserand
3663 Tisserand (1985 GK1) là một tiểu hành tinh vành đai chính được phát hiện ngày 15 tháng 4 năm 1985 bởi E. Bowell ở Flagstaff (AM).